# Сентенера-де-Андалус
Сентенера-де-Андалус (ісп. Centenera de Andaluz) — муніципалітет в Іспанії, у складі автономної спільноти Кастилія-і-Леон, у провінції Сорія. Населення — 24 особи (2010).
Муніципалітет розташований на відстані близько 150 км на північний схід від Мадрида, 35 км на південний захід від Сорії.

## Демографія
Динаміка населення (INE ):

## Галерея зображень

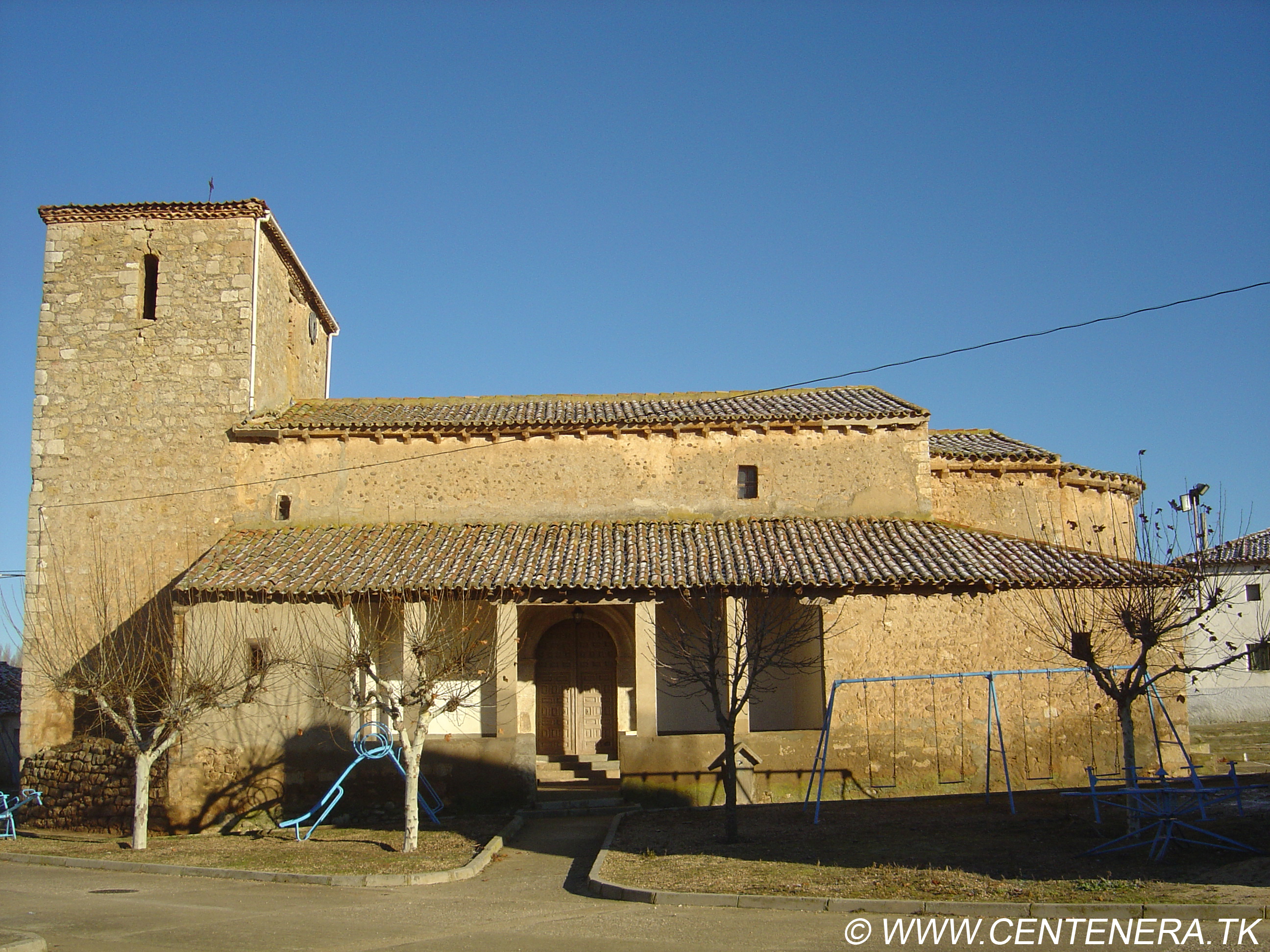
Церква Сан-Лоренсо (XII/XIII століття), Сентенера-де-Андалус